# Килькабызовский сельсовет
Килькабызовский сельсове́т  (баш. Килкабыҙ ауыл советы) — упразднённая в 2008 году административно-территориальная единица и сельское поселение (тип муниципального образования) в составе Бакалинского района. Образован в 1988 году выходом из Старокуручевского сельсовета.  Объединен с сельским поселением Старокуручевский сельсовет. 

Почтовый индекс — 452654. Код ОКАТО — 80207829000.

## Состав сельсовета
сёла Килькабызово, Куруч-Каран. В 1988—2005 гг. включался посёлок Яна-Кучь, упраздненный согласно Закону «О внесении изменений в административно-территориальное устройство Республики Башкортостан в связи с образованием, объединением, упразднением и изменением статуса населенных пунктов, переносом административных центров» от 20 июля 2005 года N 211-з.

## История
Образован в 1988 году согласно Указу Президиума ВС Башкирской АССР от 20.05.1988 N 6-2/167 «Об образовании Килькабызовского сельсовета в Бакалинском районе». Согласно Указу,

Президиум Верховного Совета Башкирской АССР постановляет:
1. Образовать в Бакалинском районе Килькабызовский сельсовет с административным центром в селе Килькабызово.
2. Включить в состав Килькабызовского сельсовета населенные пункты: село Килькабызово, Куруч-Каран, поселок Яна-Кучь, исключив их из Старокуручевского сельсовета.

3. Установить границу Килькабызовского сельсовета согласно представленной схематической карте.
Упразднен в 2008 году.
Закон Республики Башкортостан от 19.11.2008 N 49-з «Об изменениях в административно-территориальном устройстве Республики Башкортостан в связи с объединением отдельных сельсоветов и передачей населённых пунктов», ст.1, п.6) е) гласил:

 "Внести следующие изменения в административно-территориальное устройство Республики Башкортостан:
 объединить Старокуручевский, Гусевский и Килькабызовский сельсоветы с
сохранением наименования «Старокуручевский» с административным центром в
селе Старокуручево.
Включить село Старогусево, деревни Балчиклы, Мунча-Елга, Новогусево, Новоостанково Гусевского сельсовета, сёла Килькабызово, Куруч-Каран
Килькабызовского сельсовета в состав Старокуручевского сельсовета.

Утвердить границы Старокуручевского сельсовета согласно представленной схематической карте.

Исключить из учётных данных Гусевский и Килькабызовский сельсоветы 

## Географическое положение
На 2008 год граничил с муниципальными образованиями: Старокуяновский сельсовет, Новокатаевский сельсовет, Старокуручевский сельсовет, Михайловский сельсовет («Закон Республики Башкортостан от 17.12.2004 N 126-з (ред. от 19.11.2008) „О границах, статусе и административных центрах муниципальных образований в Республике Башкортостан“»).